# Pseudoderopeltis brunneriana
Pseudoderopeltis brunneriana es una especie de cucaracha del género Pseudoderopeltis, familia Blattidae.

## Distribución
Esta especie se encuentra en Somalia.